# Penampang
Penampang est une ville de Malaisie qui se trouve dans l'État du Sabah. En 2010 sa population était de 93 616 habitants.